# Enric Morist Güell
Enric Morist Güell (Igualada, l'Anoia, 12 d'octubre de 1965 - 3 de maig de 2025) va ser un activista català.
Col·legiat en educació social, fou el president de la Taula d'entitats del Tercer Sector Social de Catalunya des del novembre del 2024, després de succeir a Francina Alsina en el càrrec; una entitat a la qual estava lligat com a vicepresident des del 2013. Morist va ser també el coordinador de la Creu Roja a Catalunya durant vint anys. Fou el director general de la Fundació Ajuda i Esperança, i patró de la Fundació Àuria i de la Fundació de la Federació Catalana de Futbol i membre dels consells assessors de FEPA i de la Fundació Catalana de l'Esplai. L'any 2019 va rebre el Premi Solidari ONCE pel seu compromís social.